# لوته ليمان
لوته ليمان (بالألمانية: Lotte Lehmann )‏ (و. 1888 – 1976 م) هي مغنية أوبرا، ومغنية، ومعلمة موسيقى من ألمانيا، والولايات المتحدة، ولدت في برلهبرغ، توفيت في سانتا باربارا، كاليفورنيا، عن عمر يناهز 88 عاماً، بسبب مرض.

## جوائز
حصلت على جوائز منها:
- صليب القائد لنيشان استحقاق جمهورية ألمانيا الاتحادية
- Ring of Honour of the City of Vienna [الإنجليزية]‏.

## وصلات خارجية
- لوته ليمان على موقع IMDb (الإنجليزية)
- لوته ليمان على موقع الموسوعة البريطانية (الإنجليزية)
- لوته ليمان على موقع مونزينجر (الألمانية)
- لوته ليمان على موقع ميوزك برينز (الإنجليزية)
- لوته ليمان على موقع إن إن دي بي (الإنجليزية)
- لوته ليمان على موقع ديسكوغز (الإنجليزية)
- لوته ليمان على موقع قاعدة بيانات الفيلم (الإنجليزية)

- لوته ليمان في قاعدة بيانات الأفلام على الإنترنت